# Grebo kyrkokör
Grebo kyrkokör är en blandad kör och kyrkokör i Grebo församling, Åtvidaberg som bildades 1926.

## Historik
Grebo kyrkokör bildades i augusti 1926 då en inbjudan gick ut om att starta ne kör i Grebo församling, Åtvidaberg. Kören bestod från början av omkring 40 sångare och den första sången de övade på var Lov, pris och ära av Christian Heinrich Rinck. 1927 deltog kören på rikskyrkosångshögtiden i Linköping. Kören anslöt sig då till Linköpings stifts kyrkosångsförbund. Grebo kyrkokör har sedan dess deltagit på kyrkosångshögtider i Norrköping, Västervik, Tranås, Vadstena, Motala och Vimmerby.